# Sverker Toreskog
Sverker Toreskog, född 1936, död 2013, är den tandläkare som tog tekniken att binda porslin till metall över från USA till Sverige. Detta gjorde att man kunde framställa mer estetiska, men samtidigt jämfört med dåtidens helkeramiska (porslins-)kronor mycket mer hållbara protetiska tandrekonstruktioner. Därefter övergick Toreskog mer och mer till rent helkeramiska rekonstruktioner och räknades till, om inte en av världens, en av landets ledande experter på detta material.
Toreskog tog sin tandläkarexamen på Umeå universitet 1960, amerikansk specialisttandläkarexamen i protetik och Master of Science in Dentistry 1964 och blev hedersdoktor vid Göteborgs universitet 2000  samt professor vid Universidad Alas Peruana 2009.